# バーンパレス
バーンパレス（大魔宮）は、『DRAGON QUEST -ダイの大冒険-』に登場する架空の巨大建築物。

## 概要
大魔王バーンにより建造された地上界侵攻にあたっての彼の居城にして魔王軍の総本部。地上界消滅作戦の要でもある。「大魔宮」とも。空中に浮遊、飛行する城であり、外観は地上の強敵を一蹴したときに、天翔ける不死鳥をイメージしたものとなっている。材質は「魔鉱石（岩）」という石と金属の中間のような物質で作られている。この鉱石は魔力を受けると浮力を持つ特性があり、バーンの魔力を受けて浮力を帯びたバーンパレス全域を魔力炉で制御している。心臓部は宮廷の下部にあり、ここに魔力炉がある。魔力炉は生命体をベースにできていて、ドラムーンのゴロアが管理している。全長・全幅共に3150ｍ、全高550ｍ、重量は測定不能。1日で地上界の何処へでも進撃できる高い機動力をもつ。操縦のための設備が必要だった鬼岩城と異なり、飛行・爆撃などは主のバーンの魔力と意志のみで自在に行える。
当初は死の大地の地下に存在していたが、黒の核晶の爆発によって地表部が消滅し姿を現した。外部との出入り口となる「魔宮の門」は数百年来、閉ざされているとされ、相当の時間を経て建造及び死の大地の地下に潜伏していた事が示唆される。主城部のバーンの玉座の間のテラスのみ地上に露出できる構造となっており、ここで初めてバーンの姿が読者とハドラーに披露された。後に最終決戦の直前、心臓部でダイが放ったドルオーラ（竜闘気砲呪文）によって魔力炉ごと主城を粉砕し、制御を失ってゆっくりと高度を上げ、最終的には竜魔人ダイと鬼眼王バーンとの戦闘で崩れながら、やがてバーンパレスの破片は宇宙空間に飛び去っていった。

## 各部解説

### パレス各部
ダイ達がバーンパレスに突入した際にハドラー親衛騎団の3体がポップらを連れ去り、バーンパレスの各部で戦いを繰り広げた。尾翼ではポップにシグマが、後方の右翼ではヒュンケルにヒムが、後方の左翼ではマァムにアルビナスがそれぞれ戦いを挑んだ。主城の入り口付近ではヒュンケルとモンスター軍団の戦い、ヒムとの第2ラウンド、マキシマムのオリハルコン軍団との戦いが展開され、陸戦騎ラーハルトが再登場した。ダイが超魔生物化したハドラーを迎え撃ったのは、機首通路である。前部ドーム、ちょうど鳥の頭部に当たる部分には入り口となる魔宮の門があり、バーンパレスが死の大地の下にある頃は沿岸の海底にあった。長年バーンの魔力によって門が閉ざされていたが、バランとダイの親子によって破壊・開扉された。前部ドームは本来は機首より出撃させるモンスターの待機所であるため広い部屋になっており、ここでハドラーとバラン・ダイの親子が、続いてバーンとダイ一行達が戦った。又、アバンとキルバーンの決着がついた場も前部ドームである。死の大地の地表で戦っていたダイ以外の一行が土石に埋もれながらも取り付いた部位は左翼である。

### 中央部
バーンパレスの主要施設となる巨大な主城がそびえる。主城入り口に対しては、宮廷の外周部分に大魔王直属である魔界出身のモンスターが多数配置されている。近づけばモンスター軍団が待機場所から飛び出し迎撃してくる。また、ここにも魔宮の門そっくりの門があり中央部を魔力で閉ざし隔離している。本来、ここより先は魔王軍所属であろうとも、大魔王によって立ち入りが許された幹部等のみしか中に入れないが、アバンの破邪の秘法＋アバカムによって開扉された。宮廷内部の長く一本道の通路は、宮廷内部を見せるルートを限定し美観を失わないためと、侵入者を挟み撃ちにするなどの狙いが秘められている。通路を抜けて到達するのが、白い宮庭（ホワイトガーデン）と呼ばれる噴水の広間。ミストバーン曰く、「バーンパレスで最も美しい場所の一つ」であるとされ、ミストバーンとの決戦がここで展開された。ここを抜ける階段をあがると天魔の塔。バーンの居城となる塔の最上部には玉座の間などがあり、天魔の塔の中央部の奥深くには魔力炉がある。ドラムーンのゴロアが管理し、バーンの魔力を受けて動力に変えるが、ミナカトールによってバーンの魔力を受ける機能が停止したため、初めて自分の意思によって通気口から触手を伸ばし、高い魔力を持つゴメちゃんを持っていたレオナをさらったが、双竜紋に目覚めたダイのドルオーラによってゴロアごと吹き飛ばされ、塔の最上部も半壊した。魔力炉の代わりは、魔界にいくらでもあるらしい。半壊した最上部がバーンとの最終決戦の場となった。

### 心臓部
中央部の最奥で中央部最下部の球状の部位にあたる。バーンとの最終決戦時、ダイ以外の仲間が落とされ閉じ込められた。内部の壁は、魔力炉と同じ生体部品であり、魔力を貪欲に吸収し、再生能力も異常に高い。ザムザの生体牢獄（バイオプリズン）をさらに強力にしたといえるもので、こちらは生体牢獄を破壊した閃華裂光拳（マホイミ）の魔法力すら吸収してしまう。また、魔法力自体を吸収してしまうため、メドローアも通用せず消失してしまう。物理的攻撃である闘気技なら一応傷は付くが、再生能力の高さから、穴を開けるほどの傷をつけるには相当な威力を持つ闘気技が必要となる。作中ではヒムが捨て身の見よう見まねグランドクルスで一瞬壁を吹き飛ばしたことでポップ達はルーラで脱出に成功、直後に中央部の崩壊で心臓部は地上に落下・激突して炎上し破壊された。

## 装備
結界
バーンの魔力によって、魔力炉を通じてバーンパレスを被っているバリア。特殊な呪法をかけられた者は透過できるが、それ以外の者は通過できない。黒の核晶の爆発も防御できる。レオナのミナカトール（大破邪呪文）によって魔力炉の回路が機能停止させられたため一度は消滅したが、柱投下によってミナカトールの魔法陣が消滅したため、バーンによって再び展開された。その後、バーンがダイによってダメージを受け、バーンパレス中央部も完全崩壊したため失われた。
ドラゴンクエストシリーズのゲームにおいて、ボス等の一部の敵からは絶対に逃げられないようになっているシステムを漫画として再現したもの。この結界の存在を知らなかったポップらが脱出を試みて失敗した際、バーンが「大魔王からは逃げられない」と言うシーンがある。
バーンの柱（ピラァ・オブ・バーン：Pillar of Vearn）
バーンパレスの唯一の対外兵装（内的にもキル・トラップ程度。内外とも、通常戦力はモンスターに依存している）。各翼の先端にある攻撃基地とされる部位および主城の真下に装備され、左翼、右翼、尾翼、後方左翼、後方右翼、中心部、計6門ある。巨大な柱を落とす質量兵器のようなもので、一発の投下で一国の王都をも灰にするほどの威力を持つ。
主要都市を狙ってただ落とすだけでも絶大な威力を誇る兵器だが、もうひとつの真なる目的として、頂部に黒の核晶（大きさは、バーン曰くハドラーの体内に埋め込まれていたそれの10倍以上）が装備され、最後の柱の投下後に爆破指令が入り、約6分（アニメ版では10分前後）で6個全てが同時に爆発する仕組みになっている。爆破指令とカウントダウンは機械による自動式であり、製作者のバーンが例え死んだところで止まらない。バーンはこれを使って魔の象徴・六星魔法陣（連載時は六芒星）を描き、核晶の破壊力を増大させてより確実に地上を消滅させようと目論んでいた。各柱の黒の核晶は通常時は隠蔽されており、爆破指令が入ると初めて頂部が展開して黒の核晶が露出、核晶が一つでも爆発すれば、その爆発力は近くの柱の核晶を誘爆させ、連鎖的に全ての核晶が爆発するよう意図されている。そのため、例え妨害が入ろうとも全ての核晶を停止させられない限りは、支障なく地上を消滅させることができる。更にバーンは最後の柱を落とす地点にダイ達一行を誘い出し、最終決戦を挑ませる策をとることで、核晶の存在の察知や妨害の可能性を排除していた。このように、バーンは柱を使うにあたり、その真意を悟られたり妨害されることを防ぐための徹底した対策を何重にも施していた。又、通常の黒の核晶同様に、製作者のバーン自身の魔法力で直に指令を与えることでタイムリミットを待たず、即時に爆破させることも可能。
投下順はポルトスの町（ロモス北西）、オーザム南部、バルジ島、ベルナの森（パプニカ西部）、リンガイア、そしてロロイの谷（カール北部）。投下順がランダムだったため、六星魔法陣を描くことに気付かれることはなかった。なお、オーザムに投下した「二本目」には核晶の凍結防止のため、炎を吐けるモンスター（DQVIのジャミラスに似ている）を配備していたが、マトリフのメドローアで一蹴されている。